# Rechnungswährung
Rechnungsmünzen waren Rechengrößen einer Währung oder einer Rechnungswährung im Rechnungswesen, die nicht als Münzen existierten.
Rechnungsmünzen existierten als theoretisches Zählmaß bzw. Zählmünze für Münzen und wurden bedingt durch Münzverschlechterung später oft selbst zu Münznominalen. Umgekehrt wurden früher einmal als Nominale einer Währung geprägte Münzen später Rechnungsmünzen.
Frühe Rechnungswährungen in „Buchgeldform auf Konten“ entstanden aus dem Bemühen der Kaufleute heraus, sich unabhängig zu machen von:
- staatlichen Münzverschlechterungen
- der natürlichen Geldabnutzung im Umlauf
- dem „Kippen und Wippen“ der Münzen durch Geldwechsler und Spekulanten
- der großen Vielzahl verschiedener länderspezifischer Währungssysteme.

Ein gutes Beispiel war die Genuesische Lira di Banco, deren verrechnungsmäßiger, theoretischer Goldgehalt mit umgerechnet 0,328 g Gold von 1675 bis 1793 konstant war.
Im Gegensatz zu Rechnungsmünzen trugen Währungsmünzen meist den Vorsatz Specie im Revers, wie z. B. der Specie-Thaler im 18. und 19. Jahrhundert.
Rechnungsmünzen dienten zum Wertvergleich von nach unterschiedlichen Münzfuß ausgeprägten in- und ausländischen Kurantmünzen und waren die Basis beim Münzvergleich in den sog. Valvationstabellen für Kaufleute und Behörden. Darüber hinaus waren sie seit der frühen Neuzeit bis hinein ins 19. Jahrhundert wichtig für viele überregionale Handelsverträge, da häufig vor Ort mit unterschiedlich edelmetallgewichtigem, regionalem Geld physisch bezahlt wurde.
Lange Zeit war z. B. der Reichstaler allgemeine Rechnungsmünze in Deutschland, obwohl er anfangs noch um 1580 als vollwertige Münze existierte. Erst Friedrich der Große brachte dann mit dem (neuen, preußischen) ausgemünzten Reichstaler ab 1750 die Rechnungswährung mit der realen Währung durch die Graumannsche Münzreform wieder in Einklang.
Eine weitere reine Rechnungswährung war im 16. Jahrhundert in Genua der Scudi di Marchi, der nicht ausgemünzt wurde, sondern dem Gewicht nach 99/100 der theoretischen Goldmenge eines vollgewichtigen Dukatens entsprach und im oberitalienischen kommerziellen Handel in Kontenform genutzt wurde.
Die deutsche Goldmark von 1871 bis 1914, vertreten durch die Goldmünzen zu 10 und 20 Mark, könnte ebenfalls als theoretische und praktische Rechnungswährung angesehen werden, da der Staat sich verpflichtete, auch abgenutzte Exemplare, die schon leicht unter das Edelmetall-Passiergewicht fielen, durch gewichtsmäßig vollwertige Münzen kostenlos zu ersetzen. Das galt z. B. in Großbritannien nicht für den geprägten goldenen Sovereign (= 1 Pfund Sterling), der dann nur noch abgewertet in Zahlung genommen wurde. Vor 1817 – noch nicht als goldenes Sovereign ausgemünzt – diente das Pfund Sterling als Rechnungsmünze und damit als theoretisches Zählmaß für 20 vollgewichtige silberne Schillinge bzw. 240 Pence.
Die European Currency Unit, der Vorläufer des Euro, war eine reine Rechnungswährung, da kein ECU-Bargeld – außer Sondermünzen mit Medaillencharakter – existierte. Eine ähnliche Rechnungswährung war der Transferrubel, der zur Verrechnung bei Warenlieferungen zwischen den ehemaligen Ostblockländern galt.
Auch in anderen Ländern gab es Rechnungswährungen bzw. -münzen. So wurde in der Schweiz in Kronen oder Pfund gerechnet, obwohl nie Münzen mit diesen Nominalen im Umlauf waren. In Russland wurde der Rubel als Rechnungsmünze verwendet, lange bevor die eigentlichen Rubelmünzen geprägt wurden.
Es gibt auch Beispiele, wo aus ursprünglich realen Münzen später Rechnungsmünzen und dann wiederum reale Münzen wurden:
Ab etwa 1300 galt im norddeutschen Raum der Schilling (12 Pfennig = 1 Schilling) als Rechnungsmünze. Im Verlauf des 14. Jahrhunderts wurde er dann als Münze in Silber geprägt.
Auch der Goldsolidus existierte vor 800 als Münze mit sehr hoher Kaufkraft und  hielt sich dann noch lange als Rechnungsmünze (1 Solidus = 24 Siliquae).